# Nonnullidens billhilli
Nonnullidens billhilli is een haft uit de familie Leptophlebiidae. De wetenschappelijke naam van de soort is voor het eerst geldig gepubliceerd in 1993 door Grant & Peters.
De soort komt voor in het Australaziatisch gebied.